# Napkor
Napkor is een plaats (község) en gemeente in het Hongaarse comitaat Szabolcs-Szatmár-Bereg. Napkor telt 3789 inwoners (2001).